# 구두약

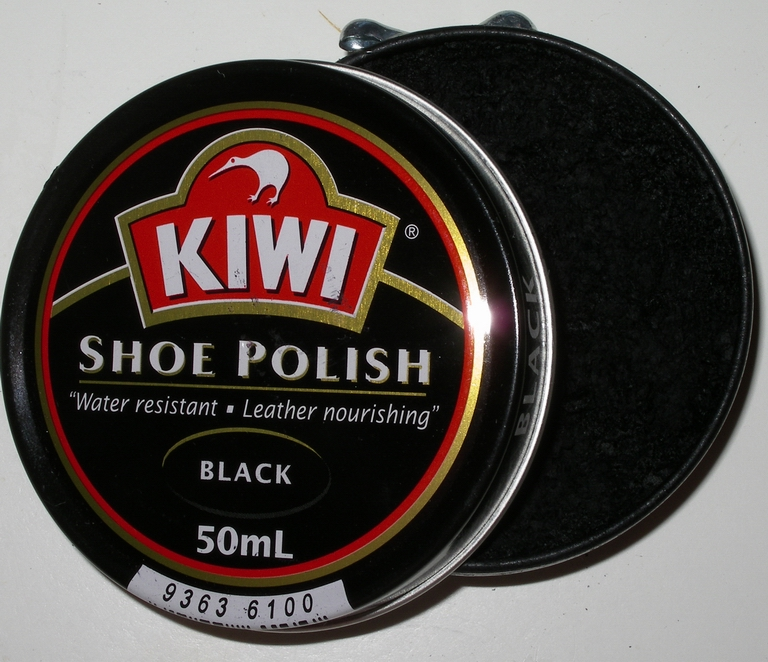
사진 윗쪽에 캔 옆에 달린 개방 레버가 보이는 열려 있는 구두약캔

구두약(영어: Shoe polish, boot polish)은 신발의 수명을 늘리고, 외양을 유지, 복구, 향상시키기 위해 가죽 신발이나 부츠에 광을 내고 방수성을 부여하는 데 사용되는 페이스트, 크림, 액체 형태의 제품이다.

## 종류

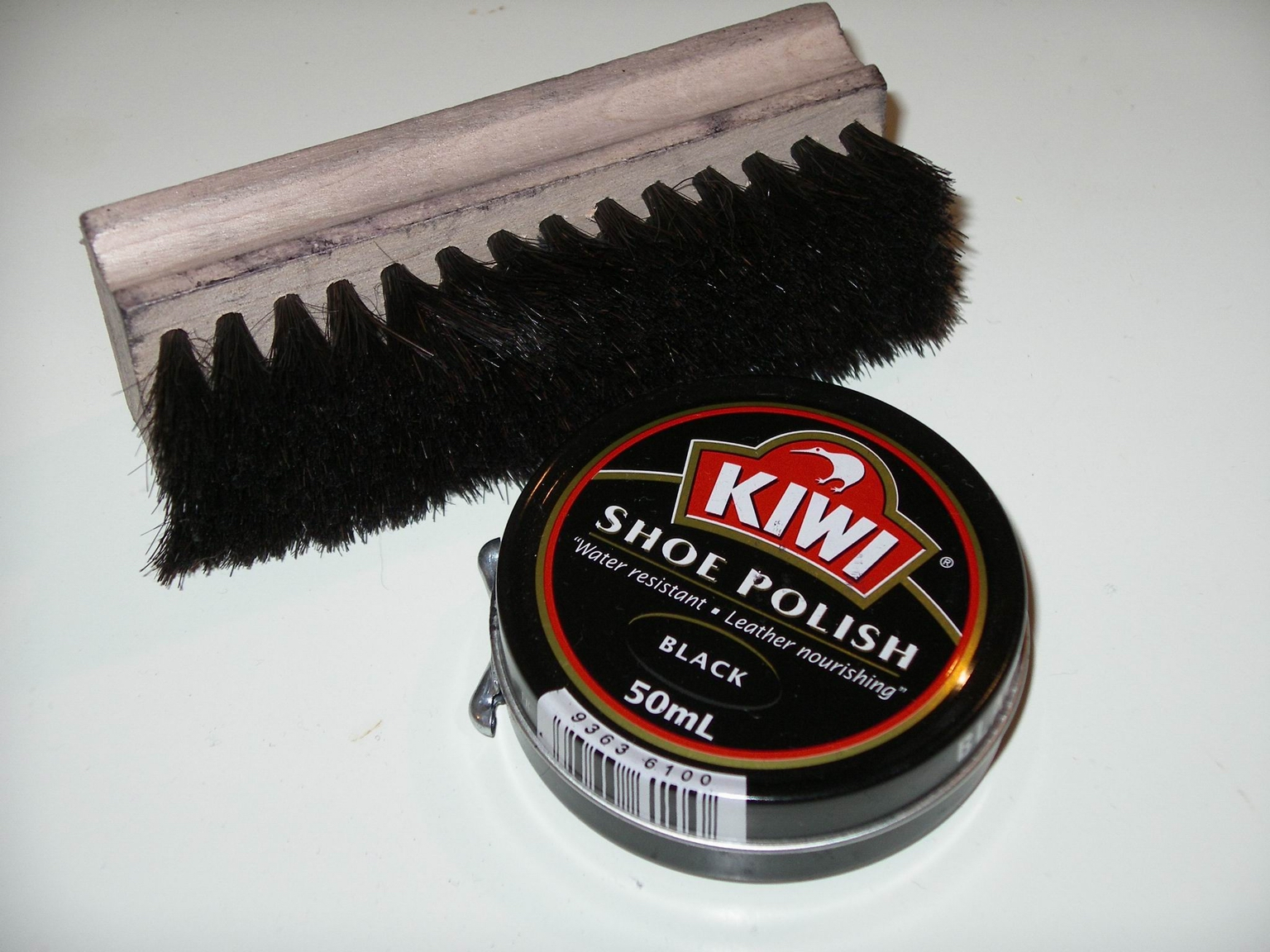
구두약과 구두솔

구두약은 왁스, 크림, 액체형의 세 종류로 분류할 수 있다. 각각은 세부적인 성분이 다르지만 모두 왁스, 용매, 염료로 구성된다.

### 왁스구두약
이러한 유형의 구두약은 왁스, 유기 용매, 염료로 구성된다. 왁스는 구두약의 20-40% 정도를 차지한다. 천연 왁스는 카나우바, 몬탄 왁스를 포함하고 있다. 혼합되는 성분, 비율은 용매가 증발한 이후의 경도와 광택의 특성의 균형을 고려해 결정된다. 왁스와 어울리는 용매를 선별하여 첨가하게 된다. 구두약의 약 70%는 용매다. 나프타 등의 다양한 용매가 사용된다. 테레빈유는 더 비싸지만 특유의 "구두약 냄새"로 선호된다. 염료는 구두약의 마지막 2-3% 정도를 차지한다. 전통적으로 니그로신을 사용했으나, 아조 염료 등의 다른 염료도 적갈색, 갈색 구두약에 사용되었다.

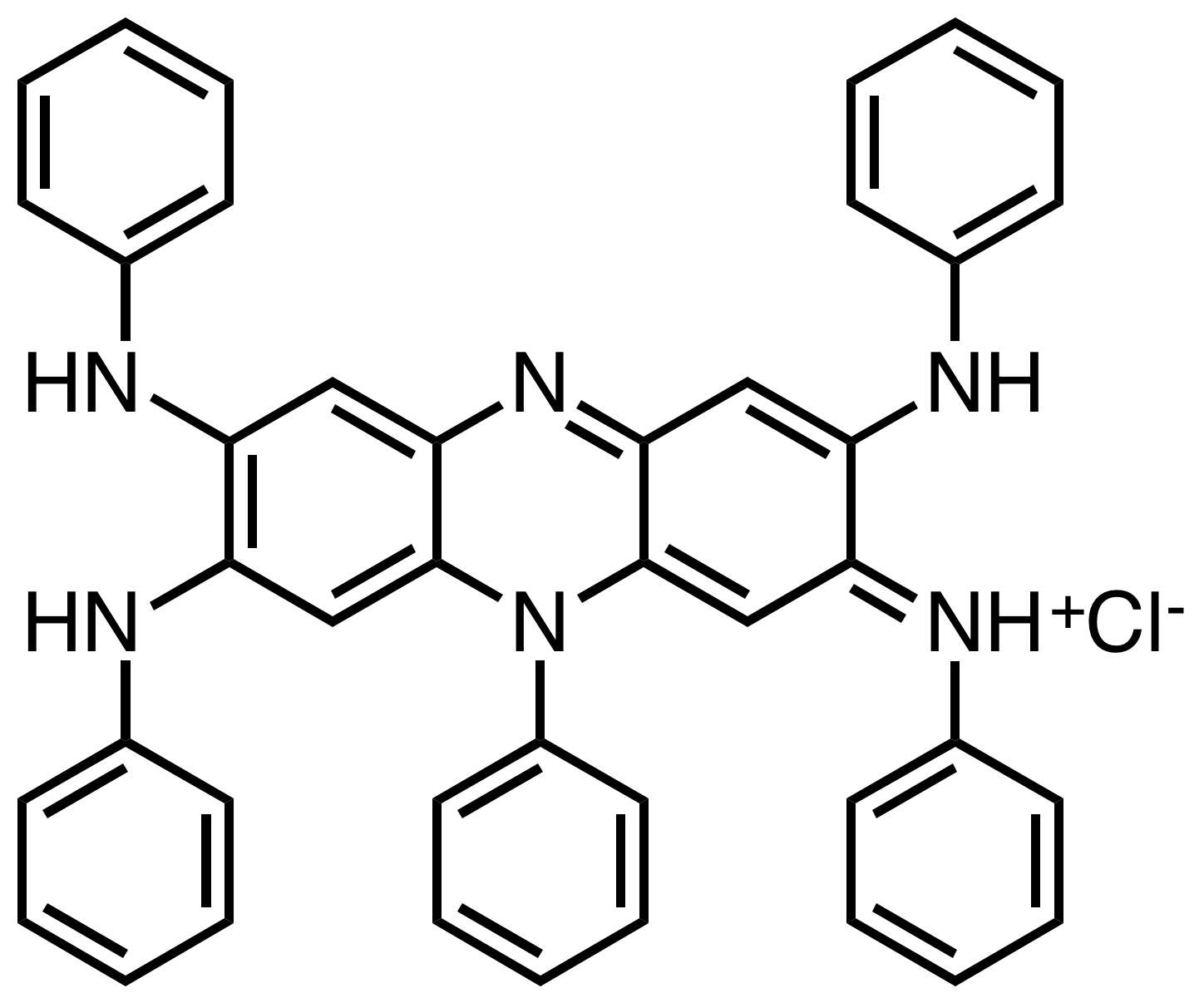
니그로신은 흑색 구두약에 흔히 사용되는 염료다.

왁스 기반의 구두약은 휘발성 용매가 많이 함유되어있기 때문에, 바른 후에 광택을 유지하면서 단단해진다. 배합 비율이 부적절한 구두약은 blooming 현상이 일어나, 구두약 표면에 흰색 스테아린 피막이 생겨난다.

### 구두크림
이 종류의 구두약은 농도가 젤리와 비슷하며 왁스, 액체 운반체, 염료의 세 가지 요소로 구성된다. 왁스구두약과는 다르게, 구두크림은 물을 50%, 테레빈유를 20-30% 정도 함유하여, 물의 함량이 높다. 유화제와 계면활성제가 필요하다. 이는 암모니아, 모르폴린, 폴리소르베이트 80과 같은 다양한 에톡실화된 계면활성제를 포함한다. 왁스에는 흔히 카나우바 왁스, 밀랍, 몬탄 왁스와 그 산화된 유도체, 파라핀 왁스를 혼합한다.

### 액체구두약
액체구두약은 끝에 작은 스펀지가 달린 짤 수 있는 플라스틱 병에 담겨 판매된다. 병에 담긴 구두약은 점성을 낮추기 위해 왁스를 아주 조금만 넣는다. 액체구두약에는 다양한 물질이 혼합되어 있으며, 폴리에틸렌 왁스 용액이 주요 성분이다. 주로 아크릴산염 등의 다양한 중합체들이 그 다음으로 주요한 성분이며, 광을 내고 염료를 고정시킨다. 수지와 카세인은 가죽의 접착력을 보장하기 위해 첨가된다. 지방 인산염 에스테르, 유화제, 글리콜도 사용된다. 염료에는 흰색을 내는 이산화티타늄, 갈색을 내는 산화철 등이 있다. 액체 구두약으로 빠르게 광을 낼 수 있지만, 많은 전문가들은 액체 구두약을 오래 사용하면 가죽이 건조하고 갈라질 수 있다고 경고한다.

## 생산

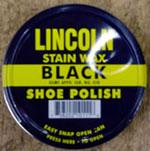
60그램짜리 링컨 구두약 깡통

어떤 유형의 구두약을 생산하는 과정은 간단하며 필요한 장비는 상대적으로 얻기 쉽다. 구두약 생산시설을 구축하는 비용은 2005년 기준으로 7억 원 정도로 평가된다.
구두약은 온도가 일정하게 유지되며 안이 휘저어지는 큰 반응로에서 생산된다. 휘발성의 용매가 증발하지 않도록 보장하는 과정을 거치게 된다. 대개 낮은 온도에서 녹는 파라핀 왁스가 먼저 녹은 다음, 좀 더 높은 온도에서 녹는 왁스가 녹아내리며, 마지막으로 착색제로 사용되는 스테아르산염의 혼합물이 녹아든다. 녹아내린 덩어리가 포장되기 전에 따뜻한 용매가 첨가된다. 왁스구두약은 전통적으로 보통 쉽게 열리는 장치가 달린, 납작하고 둥근 60그램짜리 깡통에 담겨 판매된다. 전통적인 납작하고 둥근 깡통은 구두약과 아주 밀접한 관련을 가졌다. 구두약이 용매의 증발 등의 이유로 말라버리면, 딱딱해진 왁스는 용기의 벽을 꽉 채우질 못해 안에서 달그락거린다.

## 역사

### 20세기 이전

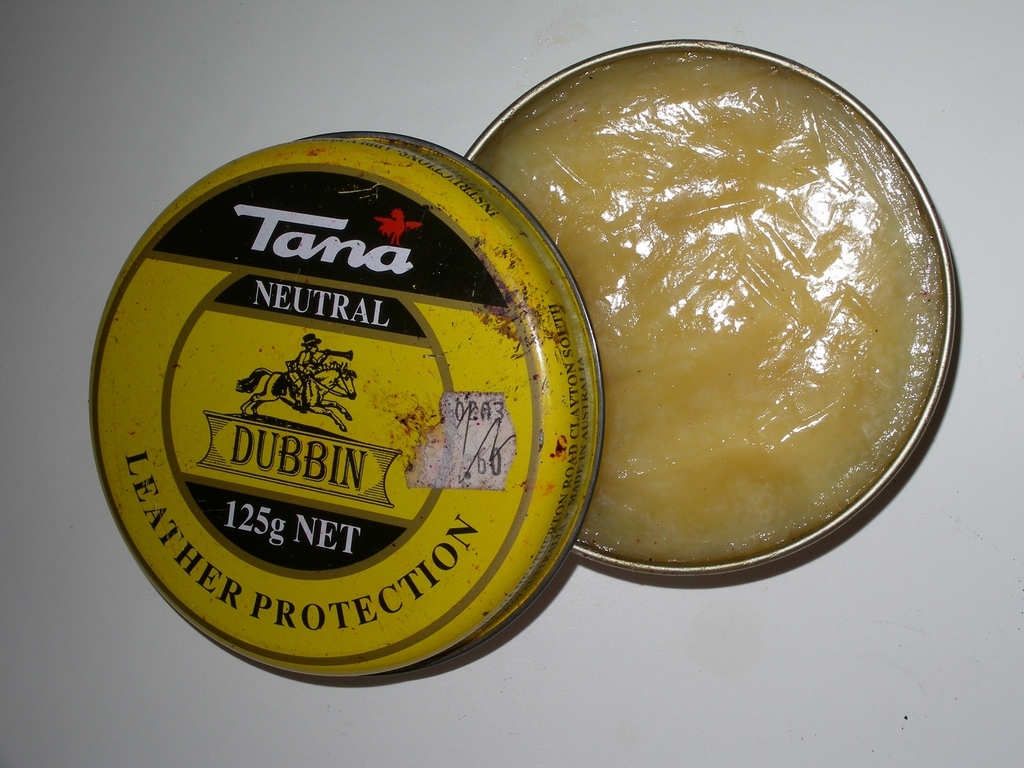
열린 더빈 캔

더빈 왁스는 중세시대부터 가죽을 부드럽게 하고 방수 특성을 부여하는 데 사용되었다; 하지만 이걸 써도 광택이 나지는 않았다. 더빈은 천연 왁스, 기름, 소다회, 우지로 만들어졌다. 18세기에 천연 베니어판이 인기를 끌면서 광택 마감이 특히 신발과 부츠에 중요해졌다. 대부분의 경우 집에서 만든 광택제는 윤을 내기 위해 사용되었으며, 흔히 라놀린이나 밀랍을 기본재료로 사용하였다.

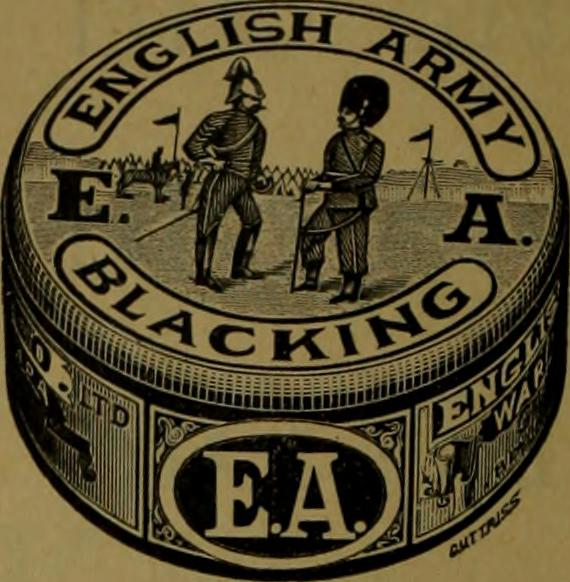
1895년의 영국군의 Blacking

18세기 후기, 19세기 초기에는 많은 형태의 구두약이 개발되었지만 shoe polish, boot polish라는 용어는 아직 흔히 사용되지 않았다. 대신 흔히, 특히 램프블랙과 섞어서 사용할 경우 blacking이라고 부르거나, 여전히 더빈이라고 불렸다. 동물성 부산물인 우지는 당시에 단순한 형태의 구두약을 생산하기 위해 사용되었다. 미국 전체에서 소비되는 고기의 82%를 유니언 스톡 야즈에서 생산했던 시카고는 주요 구두약 생산지역이 되었다.
런던에선 토마스, 조나단 워렌 형제가 1795-8년 사이에 blacking을 만들기 시작했으며, 초반에는 동업했으며 나중에는 갈라져서 경쟁했다. 조나단 워렌의 blacking 회사는 1823년에 12세의 어린 찰스 디킨스를 최초로 고용하였다고 기록되었다. 워렌 컴퍼니들의 경쟁자는 1801년에 창립된 찰스 & 마틴 컴퍼니였다.
1842년에 행해진 Day & Martin의 Details of the operation은 그들이 생산한 blacking은 작은 암석 통 , 기름 먹인 종이에 싼 판, "직경 3인치, 높이는 1/3~1/2인치의 원통형의 깡통"에 담긴 액체, 두터운 페이스트의 두 종류였다는 것을 보여주었다. 당시에 깡통에 담긴 blacking 페이스트는 군대에서 독점적으로 사용되었다. 당시의 텍스트는 "하지만, 군인의 부츠가 전쟁에 참여하는 대신 자금을 대는 사람들의 부츠의 광택을 어느 정도 따라가야했기 때문에, 휴대용의 구두약이 제공되었다."고 진술한다. 이는 깡통의 안에 있는 것이 더빈이 아니라 구두약임을 입증했다.
1832년에 필라델피아의 제임스 S. 메이슨이 신발 blacking, 신발 ink를 상업적으로 제조하기 시작했다. 1851년에는, James S. Mason & Co가 138/140 Front St.에 공장을 건설하여 200명의 피고용인들이 구두약 깡통을 생산하였는데, 결국에는 이곳에서 매년 천만 개의 구두약 박스가 생산되었다. 후에 구두약 깡통은 메이슨 구두약이라는 이름으로 포장되었다. 이 사업은 1919년에 망했고, 건물은 1973년에 철거되었다.
다른 초기의 가죽 보존제로는 1851년에 최초로 생산된 아일랜드의 브랜드 '펀치'가 있다. 1889년에 '윌리엄 에드워드 렌'이라는 영국의 남자는 더빈에서 Wren's이라는 브랜드의 구두약을 생산하기 시작하였다. 그는 3년 후에 영국의 제화산업의 중심지 노스햄프턴에서 개최된 Leather Trades Exhibition에서 “First in the Field – First Award Leather Trades Exhibition 1892″을 수상했다. 이는 무역 전시회의 중요성과 위신을 의미했으며, Wren's의 품질에 대한 인정과도 같았다. Kroner 형제는 1890년에 베를린에서 구두약 회사 EOS를 설립하여 프러시아의 군대에 구두약을 공급했다. 이후 1934년에 나치가 유대인이 사업을 운영하는 것을 금지하여 문을 닫았다. 독일 구두약 브랜드인 Erdal은 1901년에 판매되기 시작했다.
구두약은 1906년 이전에는 구매할 수 있는 상품으로 알려지지도, 그다지 발달하지도 않았다. 생산량은 그다지 놓지 않았지만, 19세기엔 영국에 너겟 등의 몇몇 브랜드가 존재했다. 사람들은 점점 신발에 광택을 내기 시작했고 곧 많은 구두닦이들이 도시 곳곳의 거리에서 기본적인 형태의 구두약과 헝겊으로 구두에 광택을 내는 일을 하기 시작했다.

### 현대적인 구두약

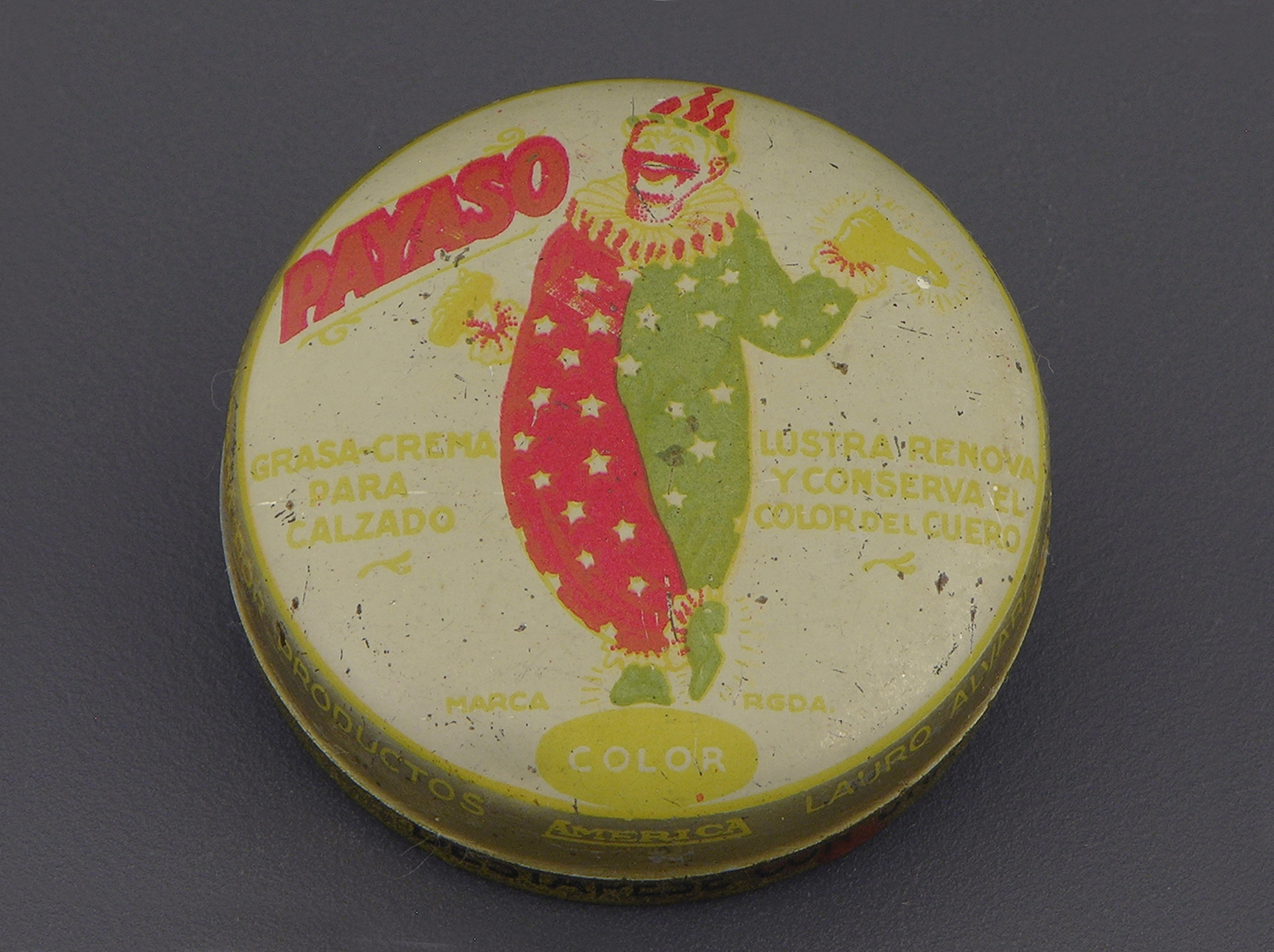
물건의 용도의 박물관의 영구 수집품 중 하나인, 멕시코에서 20세기 중반에 생산된 파야소 (광대) 브랜드의 구두약

현대적인 구두약을 닮은 (주로 광택을 내는 것을 목표로 하는) 최초의 구두약은 체리블라썸, 키위, 워렌과 같은 영국과 영연방의 브랜드였다. 1947년에 워렌 사가 만든 광고는 윌리엄 워렌이 1889년에 최초의 구두약을 개발했다고 주장했다. 왕실이 광고를 보증했기 때문에, 이 주장은 신뢰할 수 있다고 여겨진다. 하지만 제일 잘 알려진 브랜드는 키위다. 스코틀랜드의 국외거주자 윌리엄 램지와 해밀턴 맥켈랜은 1904년에 호주 멜버른의 작은 공장에서 구두약을 만들기 시작하였다. 그들의 구두약은 이전에 비해 크게 진보되어서, 구두의 가죽을 보존하며, 광택을 내고 색상을 보존했다. 1908년에 키위 암갈색 구두약이 발매되었을 때, 구두에 유연함과 방수 성질을 부여하는 물질도 첨가했다. 검은색 등의 다양한 색상이 점차 출시되었으며 영국, 유럽, 뉴질랜드에 수출하기 시작했는데, 오늘날 구두약은 극동에서 만들어진다. 키위 사는 1984년부터 새러리의 소유였는데, 2011년에 SC존슨에 팔렸다.
램지는 구두약의 이름을 뉴질랜드의 국조인 키위를 따서 지었다; 램지의 마누라인 애니 엘리자베스 믹 램지는 뉴질랜드 오아마루의 원주민이었다. 당시에 크게 유명하지 않은 뉴질랜드의 상징이 몇 가지 존재했을 때, 키위 구두약 브랜드의 전세계적인 유명세가 키위새의 대중적인 인지도를 높였고 다른 상징들보다 더 높은 인지도를 획득하게 된 것으로 보인다.
초창기의 경쟁 브랜드는 시드니를 기반으로 한 코브라 구두약이었다. 코브라는 1909년에 창간된 더 시드니 불레틴에 "아킴 푸의 천더 루"라는 캐릭터가 등장하는 만화 형태의 광고 연작을 올린 것으로 기록되었다. 천더Chunder는 구토를 의미하는 호주의 비속어이며, 아마 또 다른 구토를 의미하는 비속어인 spew와 Chunder roo의 압운을 통해 탄생한 것 같다.

### 유행의 시작
19세기 말 이후에 가죽 신발, 부츠가 대중화되었고, 1914년에 1차 세계대전이 발발한 후, 윤이 나는 군화의 수요가 폭증하여, 사람들은 군화를 빠르고 쉽고 효율적으로 닦아낼 수 있는 제품을 필요로 하게 되었다. 구두약은 윤이 나는 가죽 벨트, 권총집, 마구를 빛내는 일에도 사용되었다. 이렇게 하여 구두약에 대한 수요가 급격하게 증가하였다. 영연방과 미국 전역에서 키위 구두약이 널리 인기를 끌었다. 쉬놀라와 카발리에 (미국), 체리 블라썸 (영국), 파르와 (인도), 장 바르 (프랑스) 등등의 경쟁 브랜드가 등장하기 시작했다. 광고는 점점 해졌다; 많은 구두약 브랜드가 인지도를 높이기 위해 가상의 인물, 역사적 인물을 활용했다. 1927년에 촬영된 독일의 무성영화 베를린: 대도시 교향곡에서, 흑인 남성의 얼굴을 하는 Nigrin이라는 구두약으로 구두에 광을 내는 장면이 등장한다.

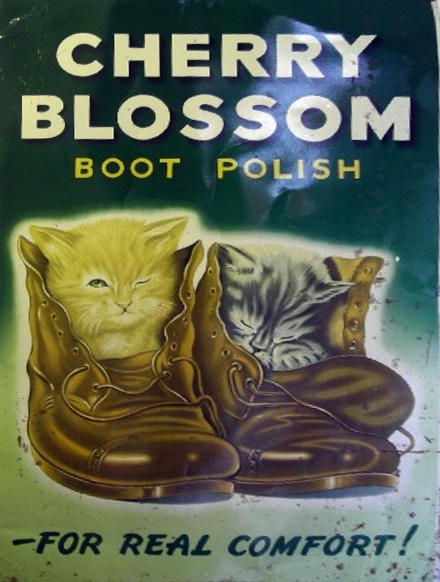
체리블라썸 구두약에 대한 1930년대의 영국의 광고

19세기 중반의 신발 생산 공정이 발전하여, 공장에서 가죽 신발을, 후에는 합성 재료로 제작한 신발을 대량으로 생산할 수 있게 되었다. 이러한 가죽 신발 생산량의 증가는 20세기 초엽에 순조롭게 이어졌고, 산업화된 세상에서 작은 신발 가게가 폭발적으로 늘어났으며, 이는 소비자들의 구두약 수요에 대한 증가로 이어졌다.

구두약은 연합군의 군대가 방문한 모든 곳에서 발견되었다. 미국의 종군 기자 월터 그래버는 1942년에 토브룩 해자에서 타임지에 "영국에서 만든 키위 구두약이 담긴 오래된 캔이 키안티 와인병 옆에 나란히 높여있었다"는 내용의 기사를 보냈다. 이 구두약의 전세계적인 유행을 보여주는 이야기는 2차 대전 직후에 연합국 점령 기간에 일본에서 살았던 뉴질랜드인 진 (거트루드) 윌리엄즈에게서 들을 수 있다. 미국의 병사들은 이후 일본 여자들을 꼬시려고 할 때 신발과 부츠가 지저분한 게 걸림돌이 된다는 것을 발견했다. 당시의 미군의 군화는 바깥 측면을 거친 갈색 가죽으로 만들었다.
영연방 점령군이 하나같이 미군으로서는 상상할 수 없었던 수준으로 닦인 군화를 신고 일본에 도착했을 때, G.I.s는 어느 때보다도 그들의 신발에 신경을 곤두세웠다. 그 비결은 침을 뱉어서 광을 내는 것 뿐만 아니라, 우월한 호주의 구두약, 곧 미군들이 여러 개의 담뱃갑과 교환해서라도 구두약 캔 하나와 교환하기를 갈구하게 될 그 키위 구두약에 있었다.
군인들은 전쟁이 끝난 뒤로도 계속해서 구두약을 사용하여, 구두약의 인기는 계속해서 높아졌다. 키위 구두약은 경영사학자 알프레드 듀폰 챈들러 주니어가 "퍼스트 무버"라고 칭할 만한 것이었지만, 키위 사는 제 2차 세계 대전이 끝날 때까지 미국에 생산공장을 세우지 않았다. 제임스 로벨이 설립한 카발리에 구두약은 키위보다 먼저 1913년에 미국에 공장을 세웠다. 카발리에 구두약의 판매 전략은 신발을 사는 대중들에게 카발리에의 최고급 구두약을 판매할 신발 전문가들을 보유하는 것이었다. 키위는 2차 세계 대전이 끝난 지 몇년 후에 필라델피아에 생산공장을 열었으며, 깡통에 담긴 흑색, 갈색, 무색의 구두약만을 만들었다. 키위는 1961년에 카발리에를 인수했으며, 2000년까지 카발리에의 이름으로 계속해서 제품을 생산하였다.

### 오늘날
오늘날 구두약 제품은 사람들이 자주 사가지 않는 가치가 낮은 상품인데, 구두약을 아무리 자주 쓰는 사람이라도 캔 하나로 몇 달 동안 버틸 수 있기 때문이다. 소비자의 수요는 비탄력성이며 가격의 변화에 별로 민감하지 않고, 판매량은 전반적으로 낮다. 전체 구두약 시장에서 총매출의 26%는 페이스트형, 24%는 크림형, 23%는 에어로졸형, 13%는 액체형 구두약이다. 구두약의 수요는 최근 몇 년 간 정체, 또는 감소하는 상황이다; 한 가지 이유는 일상생활에서 구두약이 필요한 신발 대신 스니커즈를 점점 많이 신기 때문일 것이다.
브랜드가 없는 store brand만큼이나 수많은 브랜드 상품이 존재한다. 구두약은 크게 일반 대중을 위한 구두약과, 구두 수리공과 제화공 등의 전문가, 관련 사업을 위한 구두약으로 나눌 수 있다. 두 분야의 판매량은 어느 정도 비슷하다.
제일 잘 팔리는 브랜드로는 키위, 타나, 레킷 & 콜먼이 있다. 한 해에 6,000만 개의 구두약을 판매한다. 다른 인기 있는 브랜드는 켈리즈, 쉬놀라, 링컨슈폴리시, 올리, 샐러맨더, 콜로닐, 체리블라썸이 있다.
미국의 회사 새러리는 1987년에 노우마크와 그 휘하의 브랜드 에스콰이어 슈 폴리시를 1987년에, 레킷 앤 콜먼을 1991년에 인수한 다음 키위도 인수하였다. Federal Trade Commission은 새러리의 업계 독점을 막기 위해 이 회사들의 소유권을 처분해야 한다고 판결하였다. 그 시점부터 새러리는 미국에서 위원회의 사전 승인 없이 신발 관리 화학 제품과 관련 있는 회사나 자산을 더 이상 획득할 수 없게 되었다. 영국의 Competition Commission은 새러리의 신발 관리 산업에 관한 독점의 가능성을 조사했다. 2010년 말에, 새러리는 키위를 포함한 바디케어, 가정용품 분야를 분할하여, SC존슨이 이를 인수하였다.
키위 구두약은 미군과 캐나다군도 많이 썼다.
구두약의 인기는 가죽, 합성 재질의 신발의 전반적인 생산의 증가와 함께 늘어났으며, 19세기에 시작되어 20세기 초반에 무난하게 지속되었다. 두 차례의 세계 대전 동안 구두약의 인기가 치솟았다.

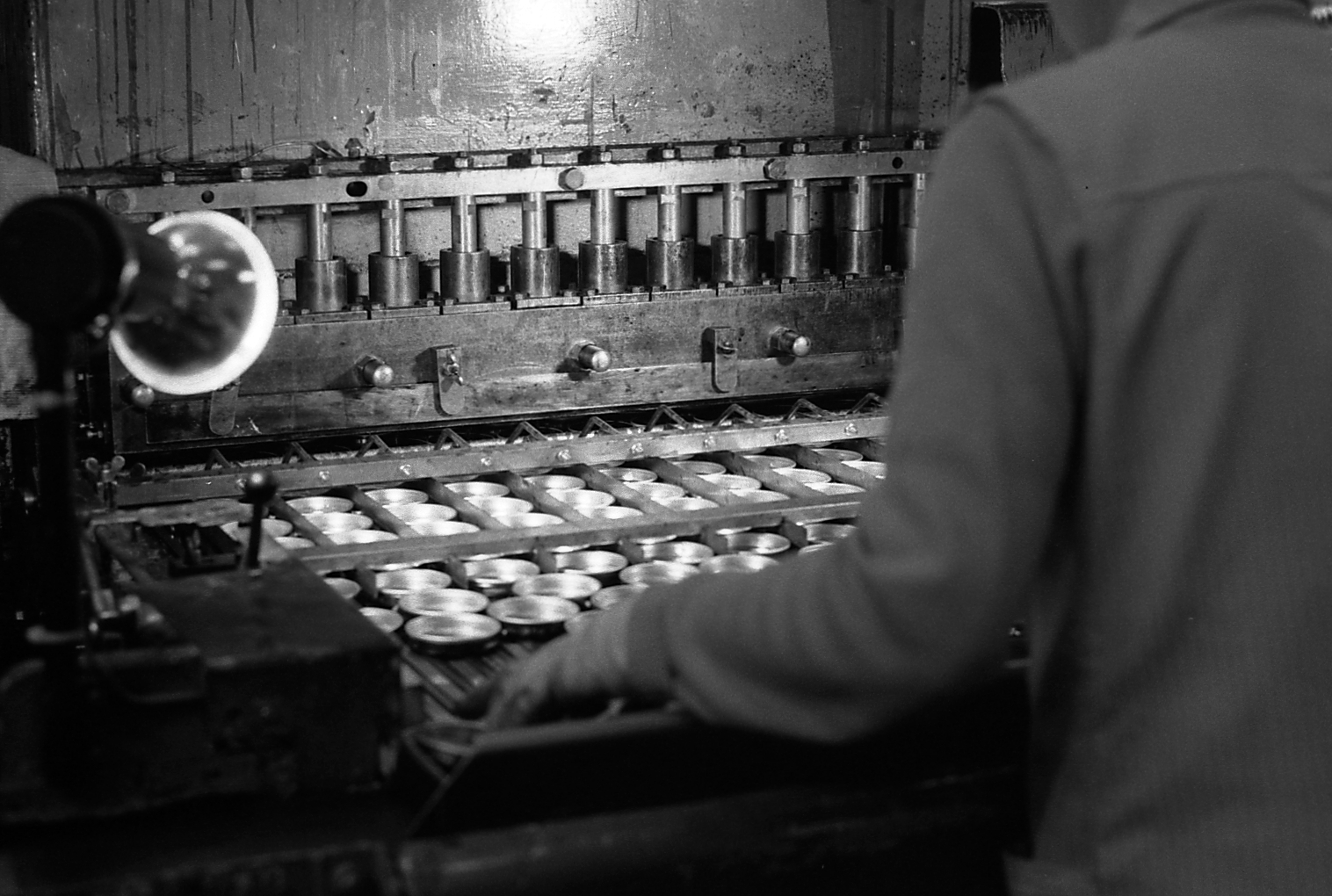
1972년에 촬영된 키위 구두약 깡통 충진기. 빈 깡통이 구두약으로 채워진다.
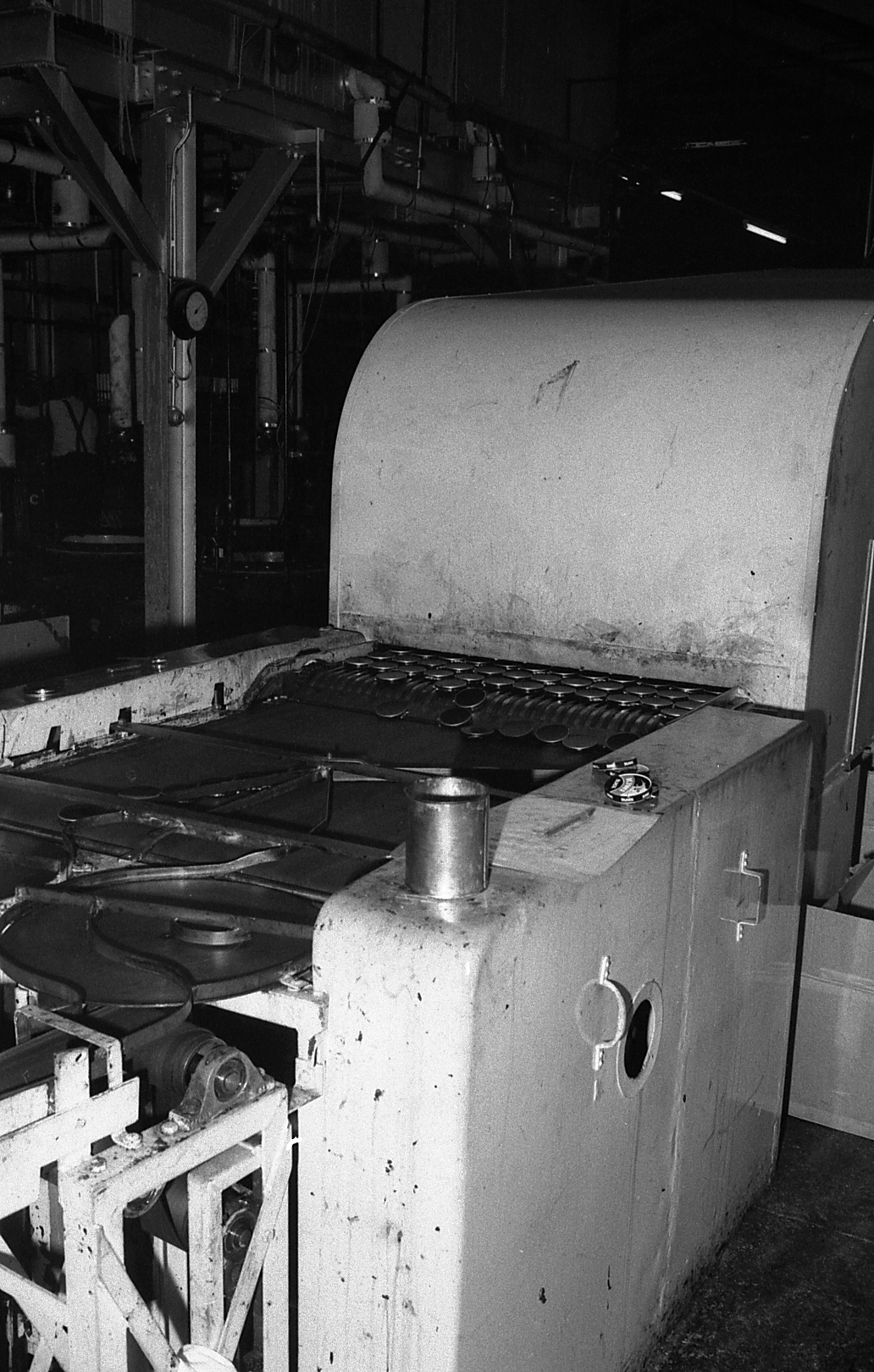
기계에서 나오는 구두약이 채워진 깡통
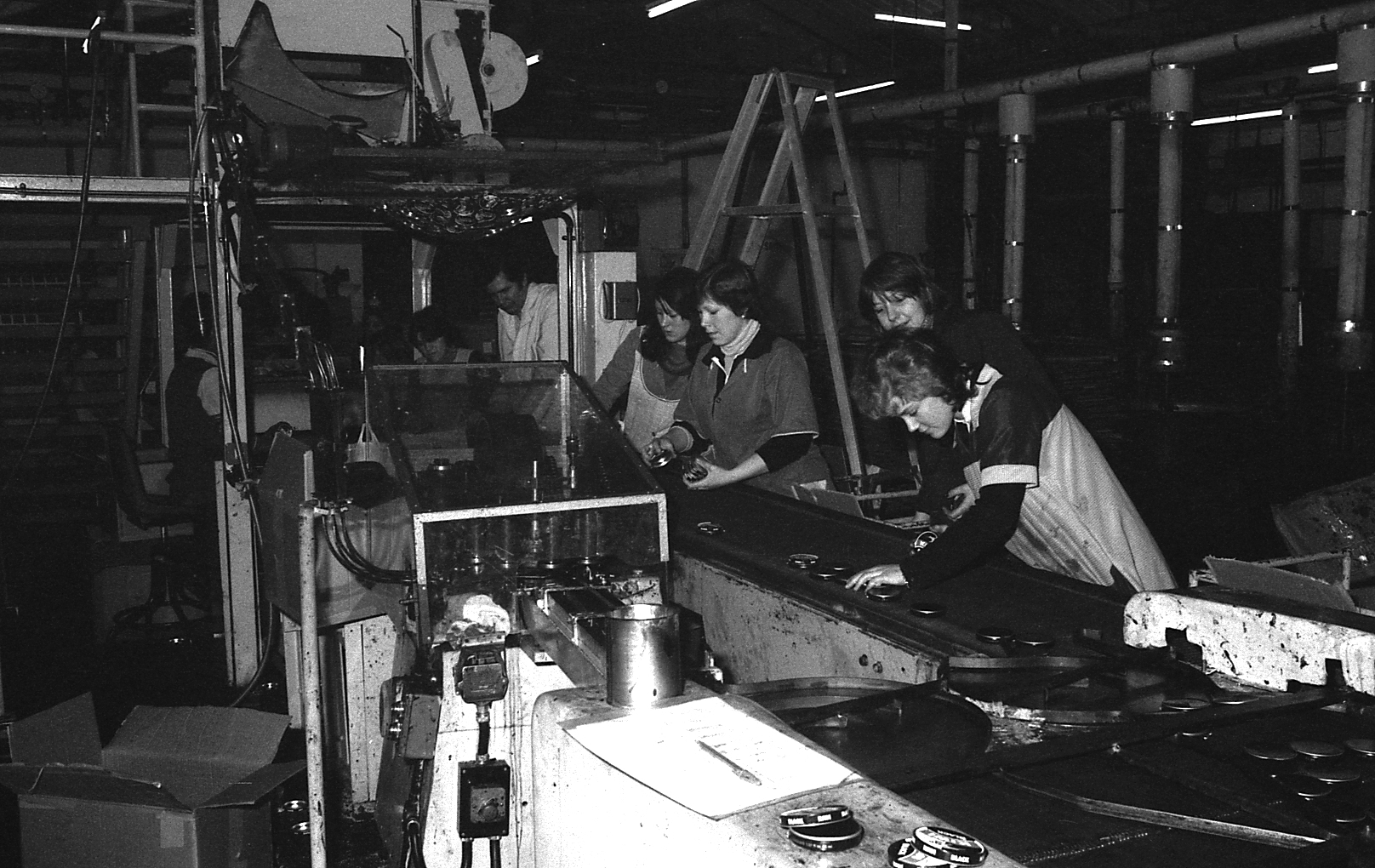
뚜껑을 손으로 끼워맞추는 직원들
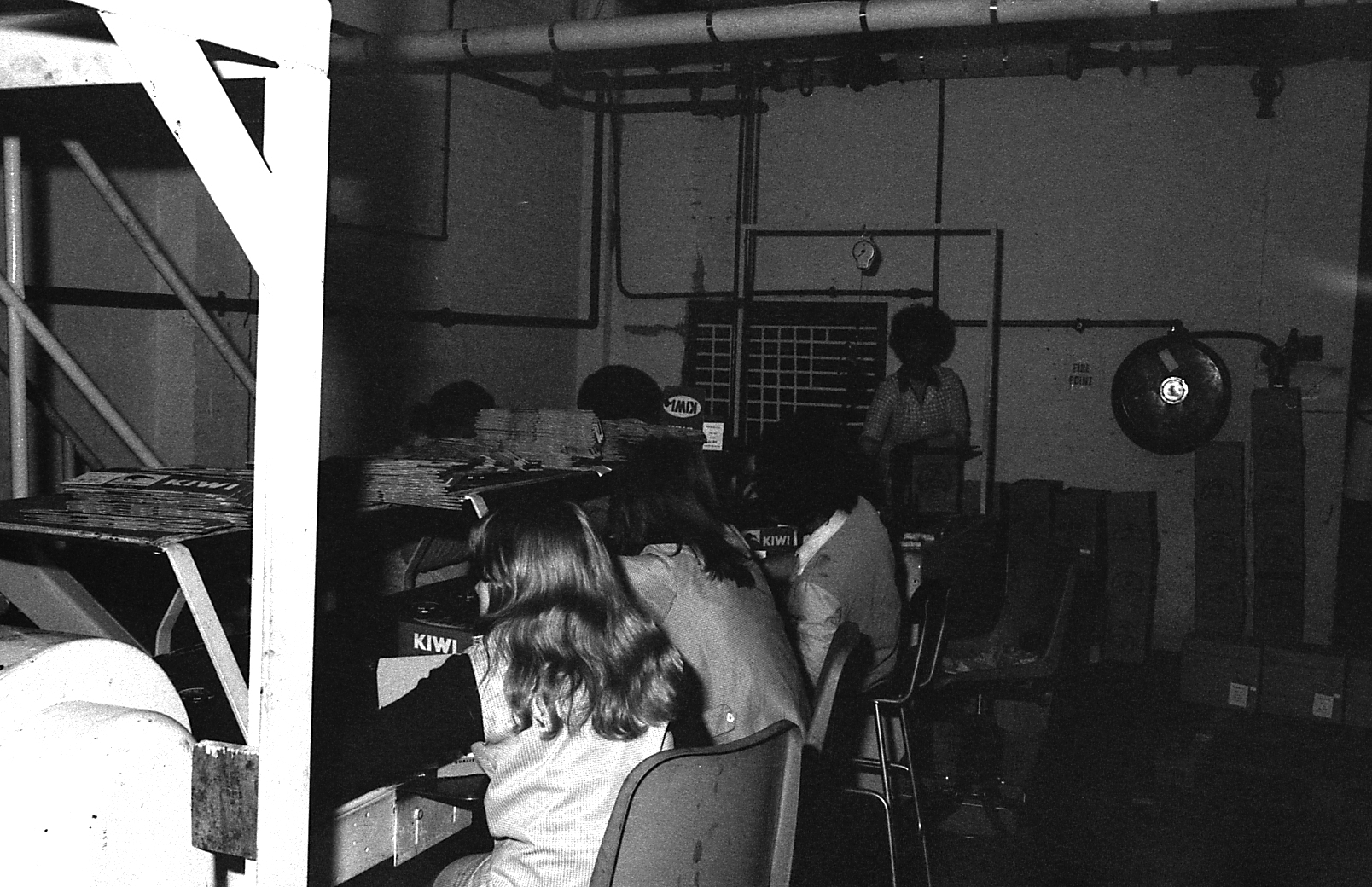
구두약 깡통을 박스에 포장하는 직원들
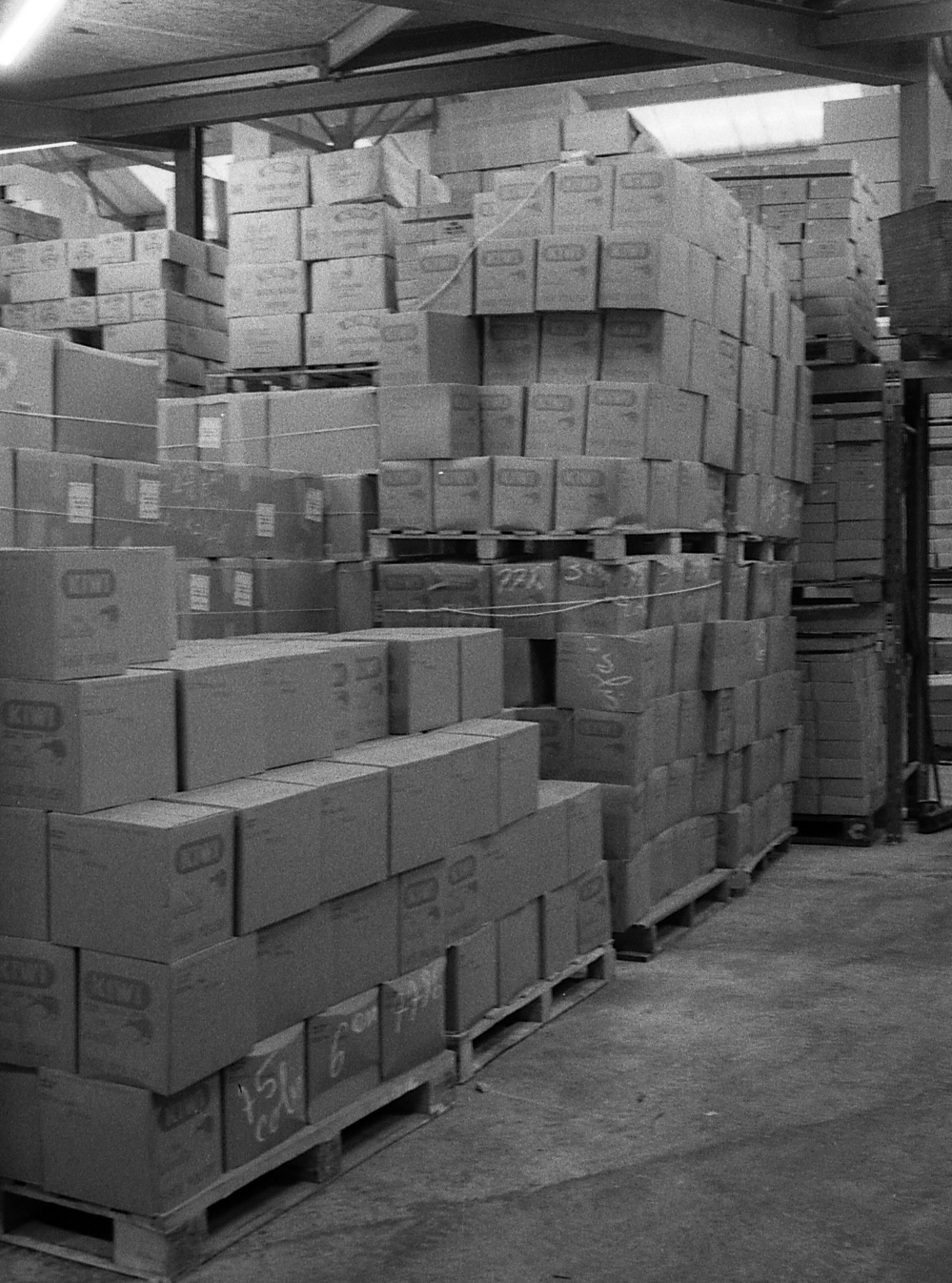
1972년에 촬영한 웨스트요크셔 브록홀스의 K&M 촛불, 구두약 공장의 키위 구두약 저장창고

## 사용법
구두약은 걸레, 옷, 솔을 사용하여 구두에 바른다. 구두약은 세척제가 아니며, 깨끗하고 건조한 신발에 사용하는 것이다. 열심히 구두를 문질러서 구두약을 골고루 발라주고, 깨끗하고 마른 옷이나 솔로 광을 내주면 결과가 좋다. 침광이라고 알려진, 옷에 물방울이나 침을 묻혀 가죽을 살살 문지르는 다른 기술도 있다. 이러한 방식으로 구두를 거울과 같은 광택이 나도록 만들 수 있는데, 이 방식은 주로 미군에서 유래한 것이다. 이 용어에도 불구하고, 침은 물만큼 구두약의 용매, 또는 희석제로 자주 사용되지 않는다. 카나우바 왁스를 함유한 구두약은 가죽 구두가 더 오래가며 윤이 나게 해주는 보호피막으로 사용될 수 있다.
가죽이나 스펀지에 추가적으로 구두약을 쓸 필요가 없도록, 가죽을 광내는 데 사용될 수 있는 단단한 스펀지에 구두약을 적시는 경우도 있다. 이는 흔히 applicator라고 불린다.

## 관련 제품
구두약과 연관된 많은 제품들이 있지만, 구두약처럼 필수적인 제품은 아니다. 특히 흰색 신발을 위한 표백제, 스웨이드 신발을 청소하고 방수 성질을 부여하는 다양한 스프레이와 에어로졸 등의 구두를 청소하고 광내는 다양한 화학 제품이 존재한다. 바나나껍질도 구두에 광을 낼 수 있지만, 별로 추천되지 않는다.
구두약이 주로 가죽 신발에 사용되기는 하지만, 어떤 제품은 비닐과 같은 비공성 물질에도 사용할 수 있다고 명시하고 있다. 신발과 같은 색깔의 구두약을 쓰지만, 별 색깔이 없는 것을 사용할 수도 있다.

## 안전성과 환경에 대한 고려
구두약이 환경에 끼치는 영향은 무시해도 될 수준이다. 용매의 증발이 이슈가 될 수 있다. 발암성 염료는 이제 대부분의 구두약에서 쓰이지 않는다. 대한민국에서 흔히 쓰이는 말표구두약의 경우, 함유된 자일렌의 유독성을 경고하고 있으나 대단한 수준은 아니다.

## 참고 문서
- Leather: preservation and conditioning

## 같이 보기
- 피혁